# 加州復康科醫院
加州復康科醫院（英語：California Rehabilitation Institute）是美國加利福尼亞州世紀城的一所人體醫學及復康醫學（復康科）專科醫院，於2016年7月啟用，由加利福尼亞大學洛杉磯分校醫學院與西達賽奈醫療中心聯營。
據《美國新聞與世界報道》年度醫院排名，該院2022年在加州康復醫院中排名第22位。
該院行政總裁是李察·蒙梅尼（Richard Montmeny），院長兼醫療總監是基斯杜化·布達基安醫生（Dr. Christopher Boudakian）。